# Acontinae
Acontinae zijn een onderfamilie van hagedissen uit de familie skinken (Scincidae).

## Naam en indeling
De wetenschappelijke naam van de groep werd voor het eerst voorgesteld door John Edward Gray in 1845. Er zijn 28 verschillende soorten in twee geslachten. Sommige soorten zijn pas recentelijk wetenschappelijk beschreven. Voorbeelden zijn de in 2018 ontdekte soorten Acontias albigularis en Acontias wakkerstroomensis, die in veel literatuur nog niet worden vermeld.

## Verspreiding en habitat
Alle soorten leven endemisch in Afrika en leven in de landen Angola, Botswana, Kenia, Mozambique, Namibië, Swaziland, Tanzania, Zambia, Zimbabwe en Zuid-Afrika. Veel soorten komen alleen voor in Zuid-Afrika. De habitat bestaat uit gebieden met een losse bodem, alle soorten leiden een gravend bestaan en schuilen in holen.

## Uiterlijke kenmerken
De verschillende vertegenwoordigers hebben een langgerekt, slangachtig lichaam zonder zichtbare poten. De lichaamskleur is meestal bruin met een vlektekening. De lichaamslengte varieert van zes tot dertig centimeter exclusief de staart. De grootste soorten bereiken een kopromplengte van rond de 50 centimeter. Een typisch kenmerk is de verdikte rostrale schub aan het uiteinde van de snuit. Deze heeft vaak een afwijkende kleur ten opzichte van de rest van de kopschubben. De rostraalschub wordt gebruikt om zich in te graven.

## Geslachten
| Naam                                     | Aantal soorten | Auteur         | Verspreidingsgebied                                                                              | Voorbeeldsoort | Naam              |
| ---------------------------------------- | -------------- | -------------- | ------------------------------------------------------------------------------------------------ | -------------- | ----------------- |
| Reuzengraafskinken (Acontias)            | 23             | Cuvier, 1817   | Angola, Botswana, Kenia, Mozambique, Namibië, Swaziland, Tanzania, Zambia, Zimbabwe, Zuid-Afrika |                | Acontias plumbeus |
| Afrikaanse blinde skinken (Typhlosaurus) | 5              | Wiegmann, 1834 | Namibië, Zuid-Afrika                                                                             | -              | -                 |